# Italian Hockey League - Serie A 2023-2024
Il 90º massimo campionato italiano di hockey su ghiaccio ha preso il nome di Italian Hockey League - Serie A 2023-2024.

## Squadre
Come di consueto, le squadre italiane iscritte alla AHL si sono disputate anche lo scudetto. Le compagini sono le medesime sette della stagione precedente:
| SG Cortina                 | Veneto              | Cortina d'Ampezzo (BL)    | Stadio Olimpico del Ghiaccio | 2.700 | 76 |
| HC Merano                  | Trentino-Alto Adige | Merano (BZ)               | MeranArena                   | 3.000 | 28 |
| WSV Sterzing Broncos       | Trentino-Alto Adige | Vipiteno (BZ)             | Weihenstephan Arena          | 1.700 | 18 |
| Hockey Unterland Cavaliers | Trentino-Alto Adige | Egna                      | WürthArena                   | 1.200 | 2  |
| HC Fassa                   | Trentino-Alto Adige | Alba di Canazei (TN)      | Gianmario Scola              | 3.500 | 39 |
| Ritten Sport               | Trentino-Alto Adige | Collalbo (BZ)             | Arena Ritten                 | 1.200 | 31 |
| HC Gherdëina               | Trentino-Alto Adige | Selva di Val Gardena (BZ) | Pranives                     | 2.000 | 57 |

## Formula
Dopo due stagioni in cui si è disputato un girone scudetto, da questa stagione si tornerà a disputare i play-off tra le prime quattro squadre classificate al termine della stagione regolare della Alps Hockey League 2023-2024 nella speciale classifica che tiene conto dei soli incontri tra squadre italiane.
Semifinali e finale verranno giocati con serie al meglio dei tre incontri.

## Qualificazione

### Risultati
| Casa                                                            | Trasferta          | Trasferta          | Trasferta   | Trasferta   | Trasferta          | Trasferta          | Trasferta          |
| Casa                                                            | Cortina            | Fassa              | Gherdëina   | Merano      | Renon              | Unterland          | Vipiteno           |
| --------------------------------------------------------------- | ------------------ | ------------------ | ----------- | ----------- | ------------------ | ------------------ | ------------------ |
| Cortina                                                         | –                  | 3:2 referto        | 6:4 referto | 5:1 referto | 5:4 d.t.r. referto | 3:4 d.t.s. referto | 2:4 referto        |
| Fassa Falcons                                                   | 3:2 d.t.s. referto | –                  | 3:4 referto | 3:0 referto | 1:4 referto        | 4:3 d.t.s. referto | 4:3 d.t.r. referto |
| Gherdëina                                                       | 0:2 referto        | 4:3 d.t.r. referto | –           | 6:3 referto | 2:8 referto        | 4:8 referto        | 4:3 d.t.s. referto |
| Merano                                                          | 4:3 referto        | 5:4 d.t.r. referto | 1:6 referto | –           | 3:2 referto        | 8:4 referto        | 4:0 referto        |
| Ritten-Renon                                                    | 5:0 referto        | 5:2 referto        | 3:1 referto | 6:3 referto | –                  | 3:2 referto        | 6:5 d.t.r. referto |
| Unterland Cavaliers                                             | 3:4 d.t.r. referto | 4:1 referto        | 1:2 referto | 6:1 referto | 1:0 referto        | –                  | 4:3 d.t.s. referto |
| Vipiteno Broncos                                                | 2:5 referto        | 3:2 referto        | 6:5 referto | 5:2 referto | 2:4 referto        | 8:0 referto        | –                  |
| d.t.s. – dopo tempi supplementari; d.t.r. – dopo tiri di rigore |                    |                    |             |             |                    |                    |                    |

#### Classifica
| Pos. | Squadra             | Pt | G  | V | VOT | POT | P | GF | GS | DR  |
| ---- | ------------------- | -- | -- | - | --- | --- | - | -- | -- | --- |
| 1.   | Ritten-Renon        | 27 | 12 | 8 | 1   | 1   | 2 | 50 | 27 | +23 |
| 2.   | Cortina             | 21 | 12 | 5 | 2   | 2   | 3 | 40 | 36 | +4  |
| 3.   | Vipiteno Broncos    | 19 | 12 | 5 | 0   | 4   | 3 | 44 | 42 | +2  |
| 4.   | Unterland Cavaliers | 18 | 12 | 4 | 2   | 2   | 4 | 40 | 41 | -1  |
| 5.   | Gherdëina           | 16 | 12 | 4 | 2   | 0   | 6 | 42 | 47 | -5  |
| 6.   | Merano              | 14 | 12 | 4 | 1   | 0   | 7 | 35 | 50 | -15 |
| 7.   | Fassa Falcons       | 11 | 12 | 1 | 3   | 2   | 6 | 32 | 40 | -8  |

## Play-off

### Tabellone
|  | Semifinali | Semifinali          | Semifinali       | Semifinali | Semifinali |  |  | Finale | Finale       | Finale | Finale | Finale |  |
|  |            |                     |                  |            |            |  |  |        |              |        |        |        |  |
|  | 1          | Ritten-Renon        | 5                | 1          | 3†         |  |  |        |              |        |        |        |  |
|  | 4          | Unterland Cavaliers | 2                | 4          | 2          |  |  | 1      | Ritten-Renon | 0      | 4      | 3†     |  |
|  | 2          | Cortina             | Cortina          | 3†         | 1†         |  |  | 2      | Cortina      | 4      | 2      | 2      |  |
|  | 3          | Vipiteno Broncos    | Vipiteno Broncos | 2          | 0          |  |  |        |              |        |        |        |  |

Legenda:
† = partita terminata ai tempi supplementari

### Incontri

#### Semifinali

##### Gara 1
| Arbitri: | Federico Giacomozzi Simone Soraperra |

| |           |                                                                       |
| Spinell (Ginnetti, S. Kostner) 21:28 Coatta (Lobis, Szypula) 22:58 Coatta (Lobis, Szypula) 42:42 Szypula (Lobis) 50:59 Spinell (Amorosa, Insam) 58:59 | Marcatori | 33:14 Markkula (Käyrä, Nyman) 37:34 Käyrä (Nyman, A. Sullmann Pilser) |

| Arbitri: | Andrea Benvegnù Federico Stefenelli |

| |           |                                                              |
| Zardini Lacedelli (Colli, Seed) 32:11 Cuglietta (Adami) 41:34 Adami (Zardini Lacedelli, Di Tomaso) 65:20 | Marcatori | 20:14 Maylan (Livingstone, Conci) 29:23 Cianfrone (Topatigh) |

##### Gara 2
| Arbitri: | Andrea Moschen Stefano Ricco |

| |           |                      |
| Hällfors (Wieser, Galassiti) 13:51 Zerbetto (Girardi, Kaufmann) 26:12 Girardi (Nyman, Markkula) 13:51 Girardi (Käyrä, Haellfors) 13:51 | Marcatori | 4:29 Lobis (Szypula) |

| Arbitri: | Antonio Piras Turo Samuel Virta |

|  |           |                          |
|  | Marcatori | 69:03 L. Zanatta (Adami) |

##### Gara 3
| Arbitri: | Omar Pinié Alex Lazzeri |

|                                                                                     |           |                                                                           |
| Coatta (Amorosa) 31:16 Giacomuzzi (Spinell, Insam) 47:59 S. Kostner (Amorosa) 61:34 | Marcatori | 42:09 Käyrä (Matonti) 49:01 Nyman (Brighenti Moretti, M. Sullmann Pilser) |

#### Finale

##### Gara 1
| Arbitri: | Federico Giacomozzi Andrea Moschen |

|  |           | |
|  | Marcatori | 17:09 R. Lacedelli (Adami, De Zanna) 37:31 Seed (Traversa, Pompanin) 48:23 Parini (L. Zanatta) 56:07 De Zanna (R. Lacedelli, M. Zanatta) |

##### Gara 2
| Arbitri: | Andrea Benvegnù Alex Lazzeri |

|                                                                               |           | |
| Di Tomaso (Cuglietta, M. Zanatta) 7:20 R. Lacedelli (Zardini Lacedelli) 51:32 | Marcatori | 8:42 Coatta (M. Oberrauch, Quinz) 34:38 Amorosa (J. Kostner, Öhler) 53:53 Insam (Amorosa, Coatta) 59:52 K. Fink (Coatta) |

##### Gara 3
| Arbitri: | Omar Piniè Turo Samuel Virta |

|                                                                                           |           |                                                                        |
| Szypula (Insam, Lobis) 10:47 Marzolini (Giacomuzzi) 13:08 Szypula (Amorosa, Coatta) 60:15 | Marcatori | 3:25 Sanna (Barnabò, Traversa) 25:47 Cuglietta (Di Tomaso, L. Zanatta) |

Il Renon si è aggiudicato il sesto scudetto della sua storia, cinque anni dopo l'ultima volta.